# Balatonberény
Balatonberény község Somogy vármegyében, a Marcali járásban.

## Fekvése

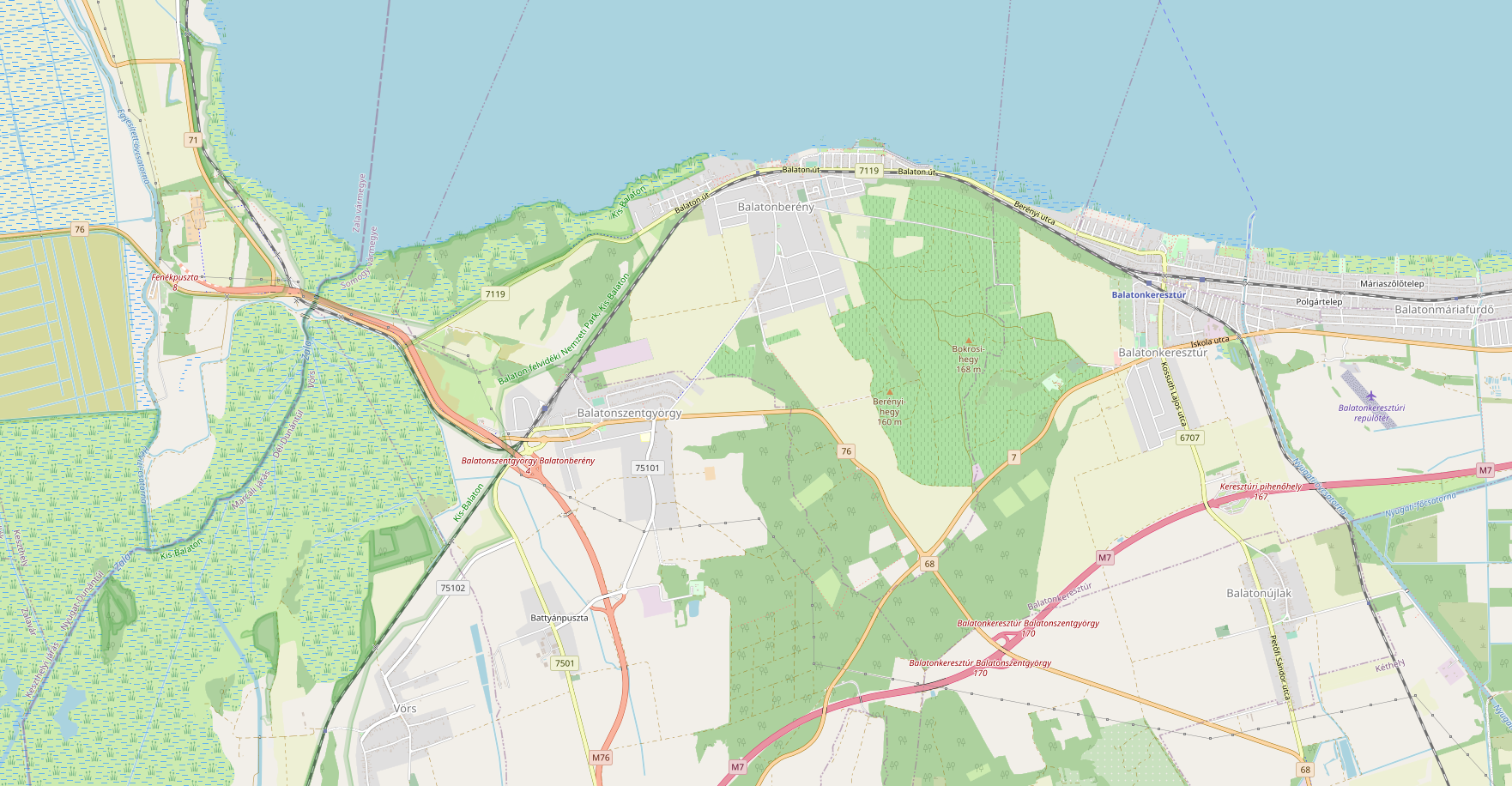
Balatonberény környékének térképe

A Balatonboglári borvidék részét képező település a  Balaton déli partján, Balatonszentgyörgy és Balatonkeresztúr között található, alig 4 kilométerre a Zala torkolatától.
Közúton mindkét déli parti szomszédja felől a 7119-es számú mellékúton érhető el, de vasútállomása is van a Székesfehérvár–Gyékényes-vasútvonalon. Déli külterületei között található a 7-es, a 68-as és a 76-os főutak csomópontja is.

## Története
A mai település helyén, újkőkori és bronzkori leletek tanúsága szerint, mintegy 6500 éve élhetnek emberek. A római korból a Balatonban talált téglák és egy kút, valamint a faluban fellelt sírok és pénzérmék maradtak meg, de a 4-8. század közötti népvándorláskorban is voltak temetők a község mai területén.
Az első írásos dokumentum, amelyben nevét említik (Buren alakban), 1121-ből maradt fenn. (Sokáig egy 1082-ből származó oklevelet tartottak a legrégibb forrásnak, de arról kiderült, hogy hamisítvány.) Az 1332–1337-es pápai tizedjegyzékben Fanch-Beren írásmóddal szerepelt; ez a név az akkori birtokosra, a Gordovai Fáncs családra utal. Egy 1536-os adóösszeírásban Fajsz-Berény néven fordult elő, egy 17. századi feljegyzés szerint pedig a Fáncsok egyik leányági leszármazottja, Zankó Miklós birtokolta a falut. 1727-től a Hunyady családé lett, nekik köszönhető, hogy a 14. századból származó, de majdnem teljesen elpusztult templom romjaira egy új, barokk stílusút építettek. Bél Mátyás 18. századi leírásában megemlíti, hogy a virágzó település lakói főként szőlészetből és halászatból élnek.
Az 1848–1849-es szabadságharcban 14 helyi katona halt hősi halált.
A 19. század végén, a Balaton déli partján húzódó vasútvonal megépítése után a település országosan ismert üdülőtelepüléssé vált. A 20. század elején már 171 fürdőbódé, nyaralóvillák sora és négy szálloda is volt a községben, melynek nevét ekkor már csaknem a mai alakjában, Balaton-Berénynek írták.
A két világháború áldozataira emléktábla emlékeztet.
Kultúrtörténeti érdekesség, hogy 1906 szeptemberében az ifjú zenekutató Bartók Béla egyik népdalgyűjtő körútja során néhány napot itt is töltött, s az eddigi kutatások szerint három dalt gyűjtött Balatonberényben. Ezek közül kettőben biztosak lehetünk, mert megmaradt az eredeti támlap is Bartók kézírásával: az egyik az Elhervadt a citrusfa kezdetű rabének, a másik pedig a Fehér Laci lovat lopott című ballada egyik variánsa, amelyet Ifi Juli, akkor Bartókkal egyidős helybéli fiatalasszony énekelt.
A XX. század második felében a Fonyódi járáshoz tartózó falu fejlődése lelassult, sőt önállóságát is elvesztette, Balatonszentgyörgyön működő központtal közös tanácsú község lett, s csak 1989-től vált ismét önállóvá. 1994-ben a Fonyódi kistérségbe került, ahonnan 2007-ben a Marcali kistérségbe helyezték át. 2013 óta a Marcali járáshoz tartozik.
2002. július 1-jén 20 lengyel zarándok vesztette életét egy buszbalesetben a település területén. A baleset helyszínén emlékművet emeltek, amely a magyarországi lengyelek fontos emlékhelyévé vált.

## Közélete

### Polgármesterei
- 1990–1994: Nagy Károly (független)[7]
- 1994–1998: Nagy Károly (független)[8]
- 1998–2002: Gazda János (független)[9]
- 2002–2006: Gazda János (független)[10]
- 2006–2010: Horváth László (független)[11]
- 2010–2014: Horváth László (független)[12]
- 2014–2019: Horváth László (független)[13]
- 2019–2022: Horváth László (független)[14]
- 2022–2024: Druskoczi Tünde (független)[15]
- 2024– : Druskoczi Tünde (független)[1]

A településen 2022. június 26-án időközi polgármester-választást (és képviselő-testületi választást) kellett tartani, mert az előző képviselő-testület 2020 szeptember közepén feloszlatta magát. Az emiatt szükségessé vált időközi választást 2020. december 13-ára írták ki, de a koronavírus-járvány miatt elrendelt korlátozások másfél évig nem tették lehetővé annak megtartását. A végül 2022. június 26-án lebonyolított időközin a hivatalban lévő polgármester is elindult, de alulmaradt egyetlen kihívójával szemben.

## Népesség
A település népességének változása:
| Lakosok száma | 1091 | 1092 | 1081 | 1244 | 1135 | 1204 | 1187 |
|               | 2013 | 2014 | 2015 | 2021 | 2022 | 2023 | 2024 |

A 2011-es népszámlálás során a lakosok 77,2%-a magyarnak, 8,2% németnek, 1% cigánynak mondta magát (19% nem nyilatkozott; a kettős identitások miatt a végösszeg nagyobb lehet 100%-nál). A vallási megoszlás a következő volt: római katolikus 59,5%, református 1,9%, evangélikus 2,2%, görögkatolikus 0,2%, felekezet nélküli 8,2% (26,2% nem nyilatkozott).
2022-ben a lakosság 84,8%-a vallotta magát magyarnak, 9,6% németnek, 0,8% cigánynak, 0,2-0,2% bolgárnak, ruszinnak és szlováknak, 0,1-0,1% szerbnek, horvátnak és ukránnak, 2,7% egyéb, nem hazai nemzetiségűnek (9,9% nem nyilatkozott; a kettős identitások miatt a végösszeg nagyobb lehet 100%-nál). Vallásuk szerint 47,4% volt római katolikus, 2,7% evangélikus, 2,4% református, 0,2% görög katolikus, 0,1% izraelita, 1,7% egyéb keresztény, 1,2% egyéb katolikus, 10,8% felekezeten kívüli (32,7% nem válaszolt).

## Nevezetességei

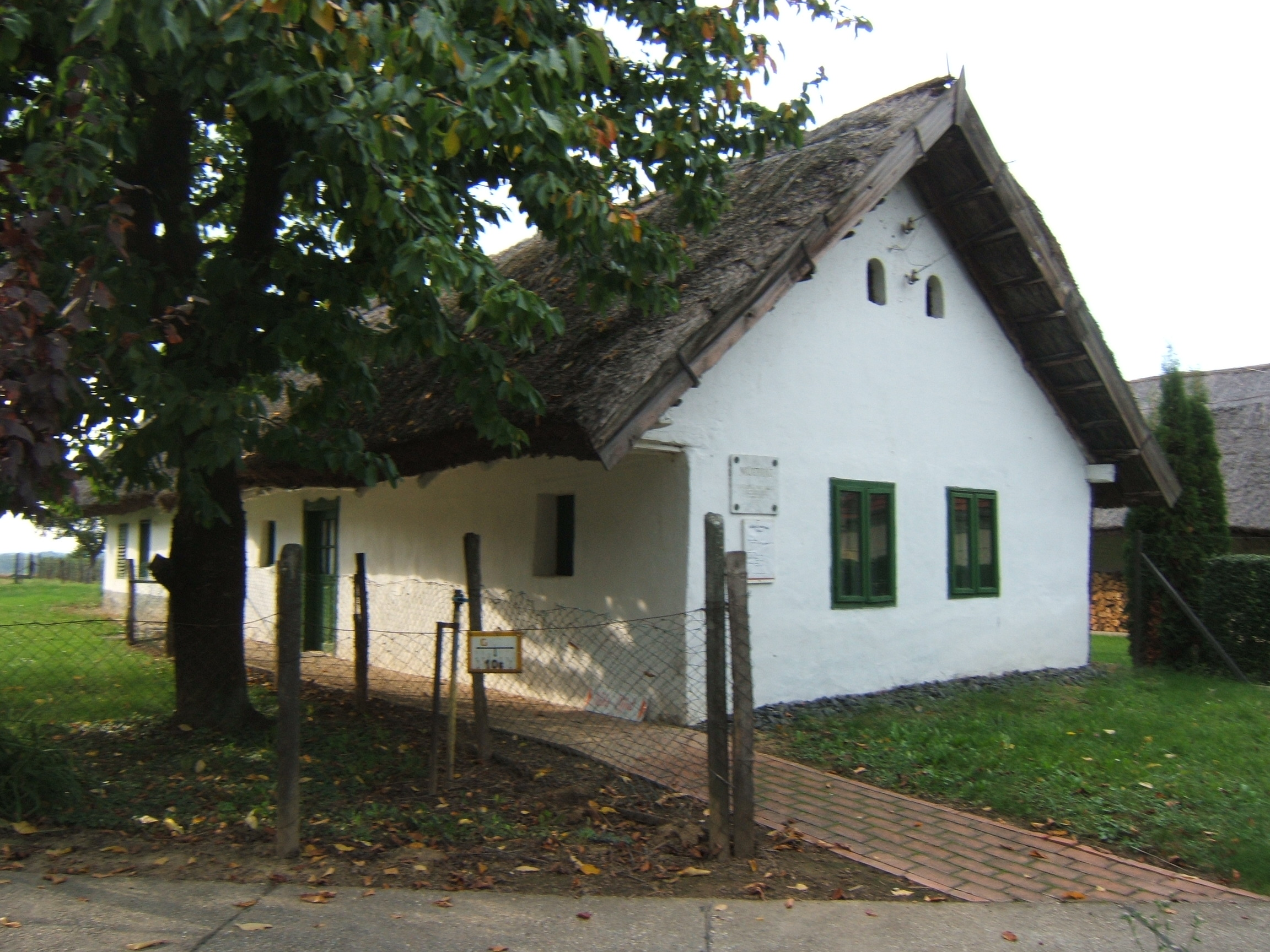
A tájház

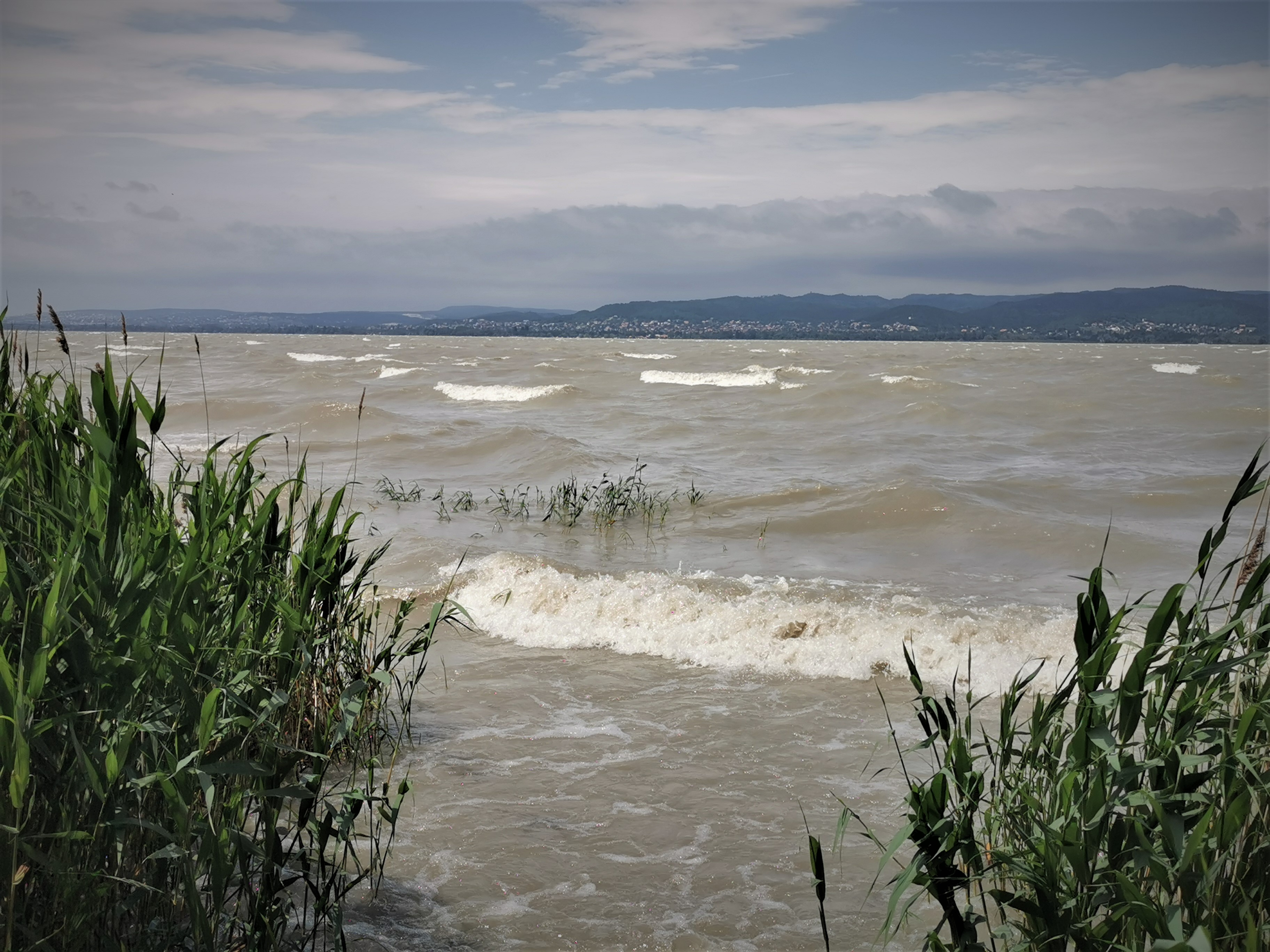
Kilátás a Csicsergő-szigetről

- Balatonberény legfőbb vonzereje maga a Balaton: 6 km-es partszakaszán van fizetős és szabadstrand, sőt – a déli parton egyedüliként – naturista strand és kemping is.[20][21]
- A faluban Múltház néven tájház is látogatható.
- A szőlőhegyen több évszázados, nádtetős présházak sorakoznak. A Balatonberény határában lévő présházakat a 18. század végén kezdték el építeni agyagból, nádtetőkkel. A ma már műemléknek számító házakból mintegy százat találunk a szőlőhegyen.
- A műemléki védelem alatt álló templom különlegessége, hogy egyes részei még őrzik 14. századi gótikus formájukat, a templomkertben pedig egy barokk stílusú, 1793-ban készült Szent Vendel-szobor áll.
- Van a faluban Kossuth-szobor és 1956-os emlékmű is.
- A Balaton utcai parkban álló emlékmű három hajótestet formáz, amelyek a Felvidéket, a Délvidéket és Erdélyt jelképezik, a Szabadság téri parkban pedig millecentenáriumi kopjafa és millenniumi emlékkereszt is látható.[22]

## Híres emberek
- 1982-től itt élt és alkotott Kenéz László szobrász, éremművész, grafikus, festő.
- A balatonberényi temetőben nyugszik Futó Elemér, a Kis-Balaton egykori természetvédelmi felügyelője, a Balaton-felvidéki Nemzeti Park nyugalmazott vezető természetvédelmi őre.

## Testvértelepülés
- Csíkszentimre (Székelyföld)[23]

## A település a filmművészetben
Itt forgatta 1969 nyarán, három hétig Rényi Tamás filmrendező a Krebsz, az isten című filmjét, amelynek története egy szépségverseny körül zajlik.

## A település az irodalomban
- Érintőlegesen szerepel a település Bödőcs Tibor humorista első regényében, a zalai vidéki helyszínek sokaságát felvillantó Meg se kínáltak című kötet több fejezetében is.

## Régi mondások, falucsúfolók a településről
- Berénybe’ délután harangoztak hajnóra. [Azt követően mondogatták a faluról, hogy egy Hajnal nevű embert temettek itt.][26]